# Гефтлер, Карл Эдуардович
Карл Эдуардович Гефтлер (Карл Эдуард Хеффтлер; нем. Karl Eduard Hefftler; 8 мая 1853, Ревель — 5 ноября 1918, Петроград) — русский архитектор и художник-акварелист. 

## Биография
Родился в 1853 году в Ревеле, Эстляндской губернии (ныне — Таллин, Эстония). Выходец из остзейских (балтийских) немцев. Окончил Императорскую академию художеств в Санкт-Петербурге по классу архитектуры.
Работал как практикующий архитектор, в том числе, по заказа герцогов Лейхтенбергских, однако большую известность приобрёл, как мастер акварельного пейзажа. Любил путешествовать, побывал во многих местах Европы и России; писал виды Санкт-Петербурга, Москвы, Крыма и Кавказа; создавал пейзажи с натуры в различных местах Франции, Германии, Италии, Бельгии, Нидерландов. 
Также пробовал в себя в целом ряде других искусств: занимался поэзией, ювелирным делом, сценографией, керамикой, фресковой живописью.
Скончался в 1918 году в захваченном большевиками Петрограде в крайне стеснённых материальных обстоятельствах.

## Галерея

### Санкт-Петербург

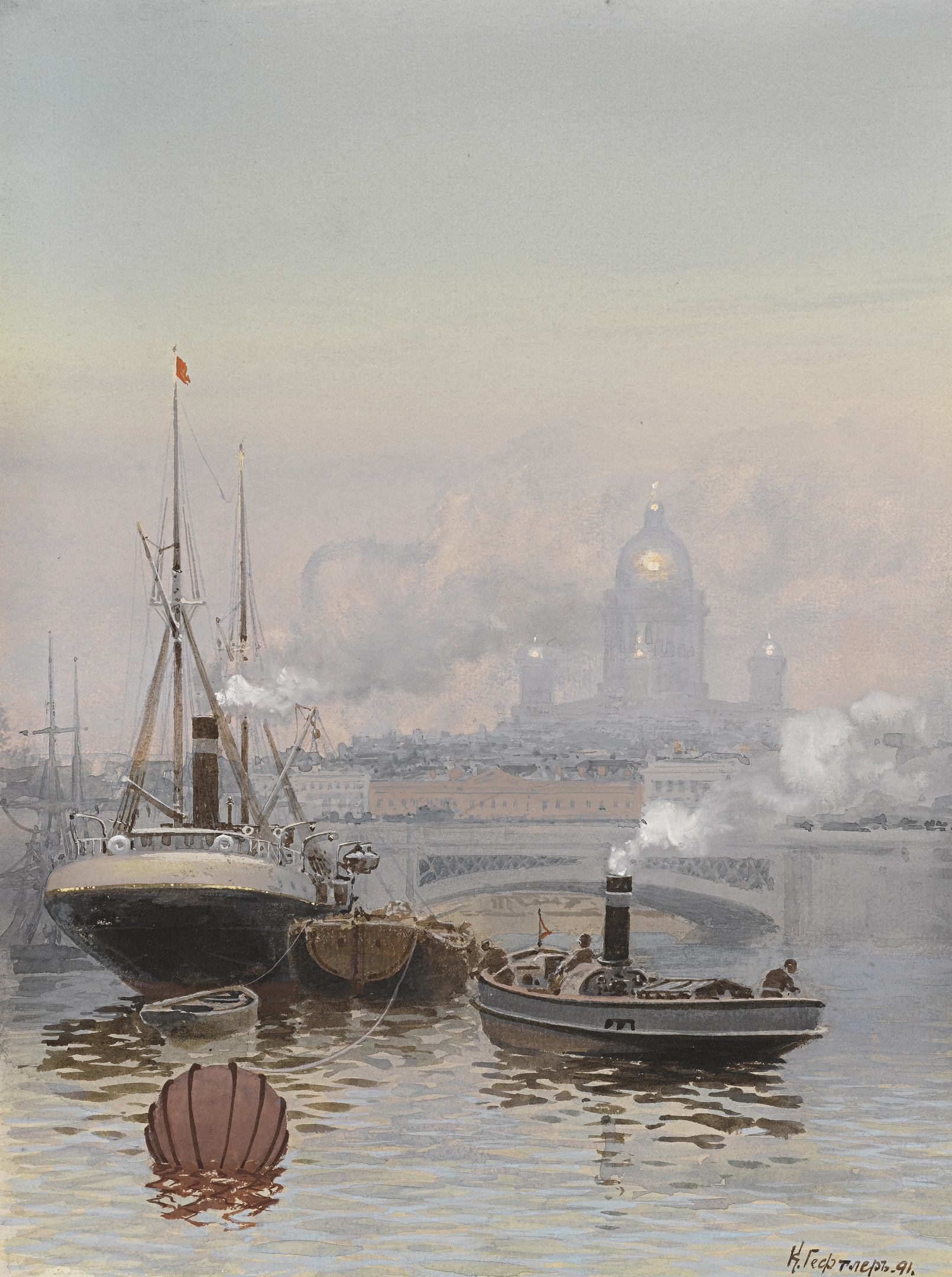
Вид Исаакиевского собора с Невы, 1891.
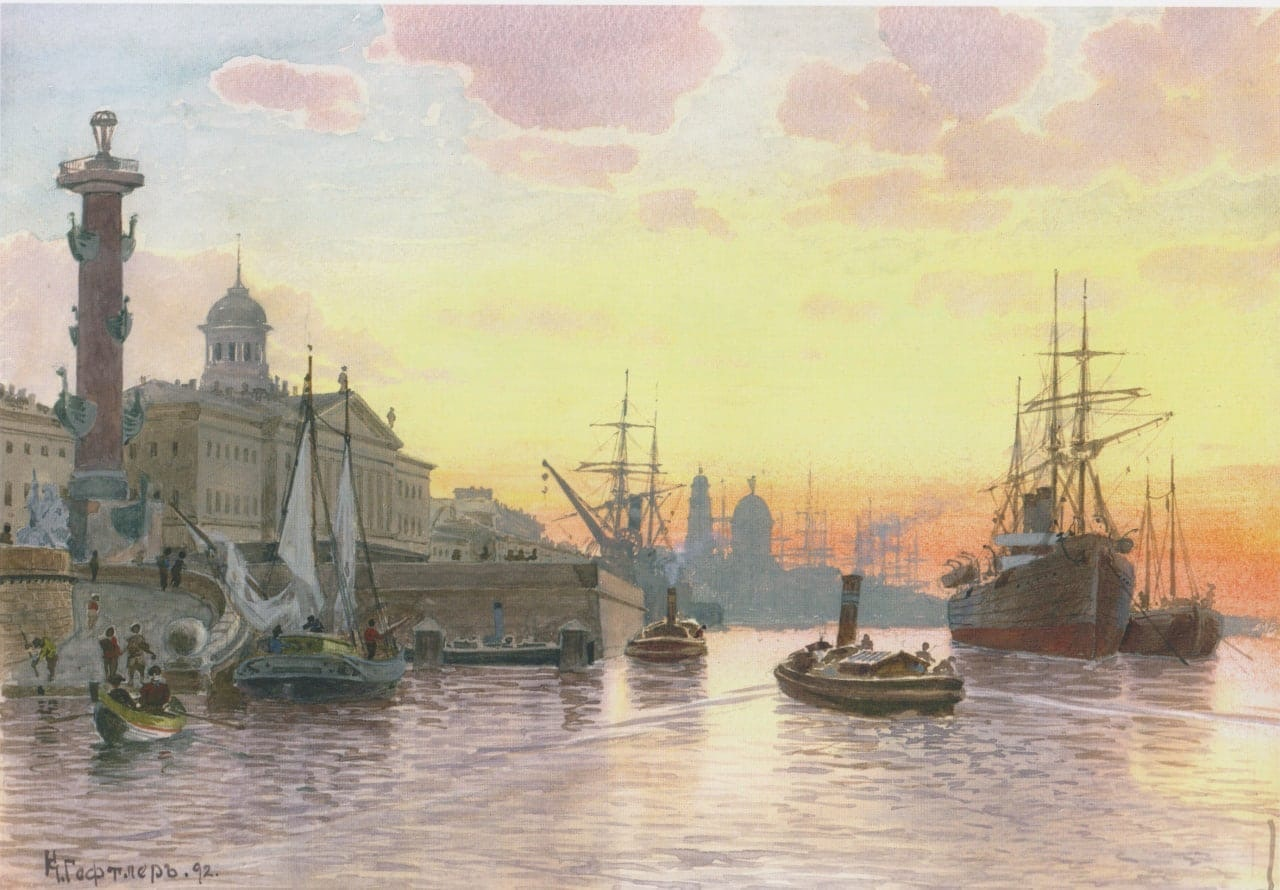
Вид Малой Невы и Тучковой набережной, 1892.
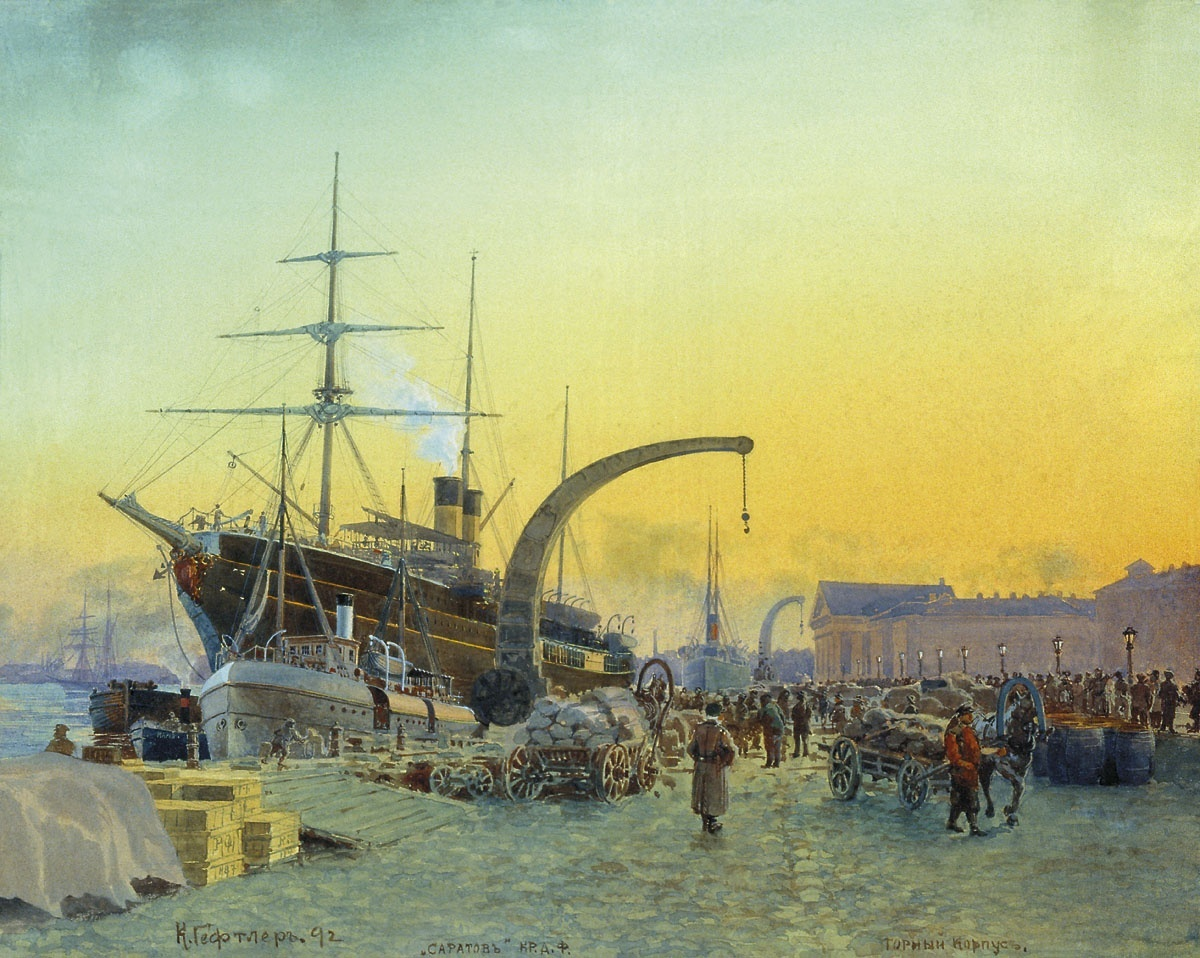
Пароход Добровольного флота «Саратов» у Горного института, 1892.
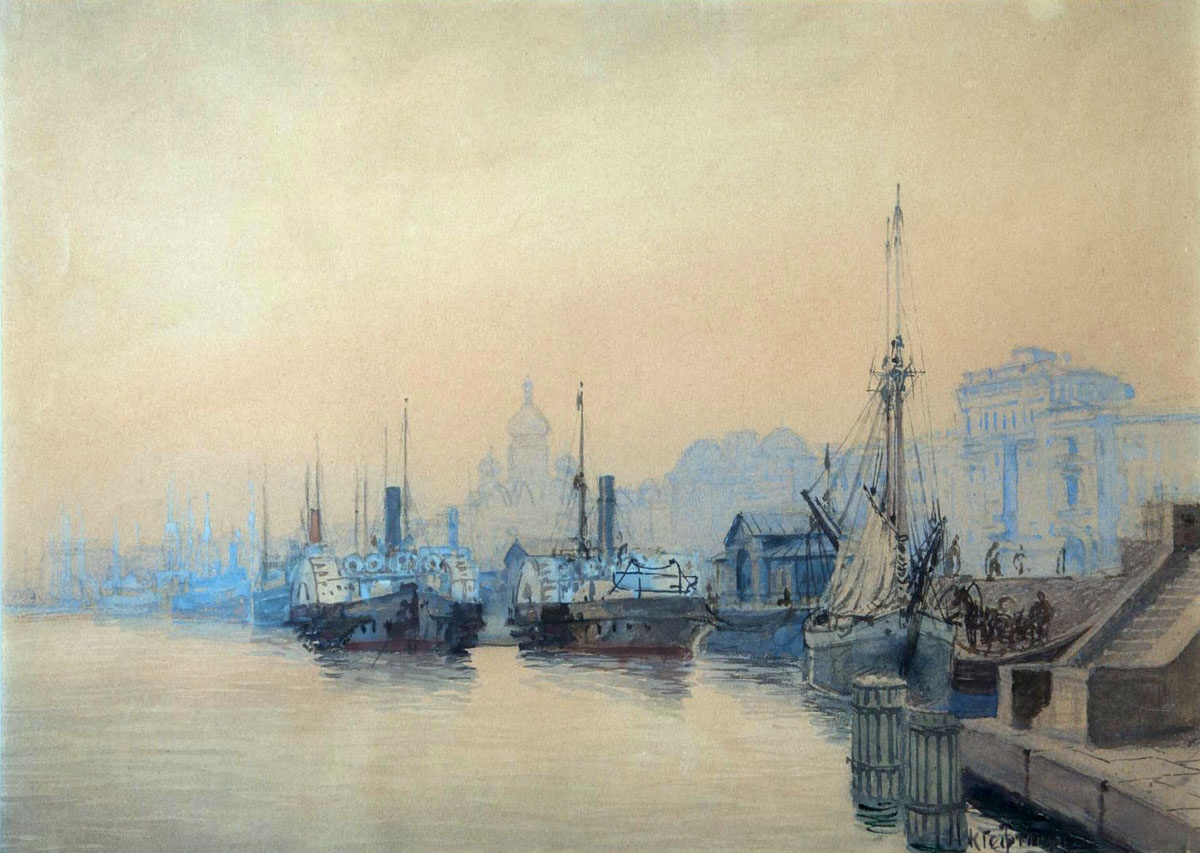
Набережная Невы
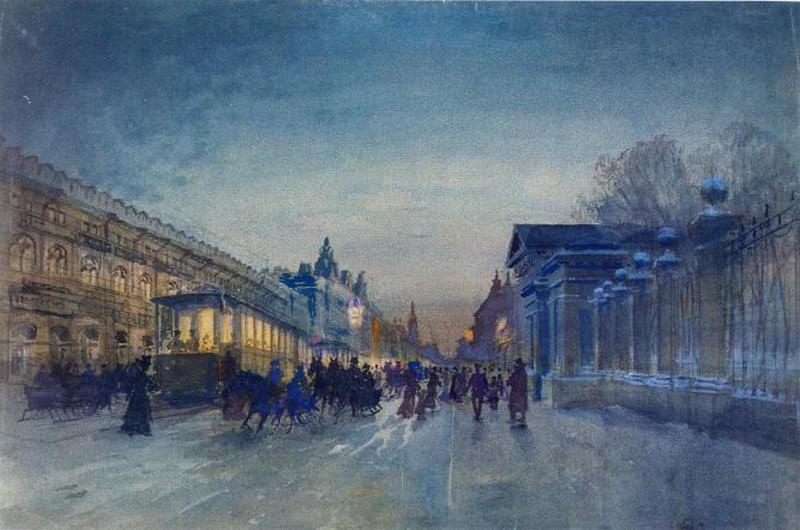
Садовая улица, ок. 1900.
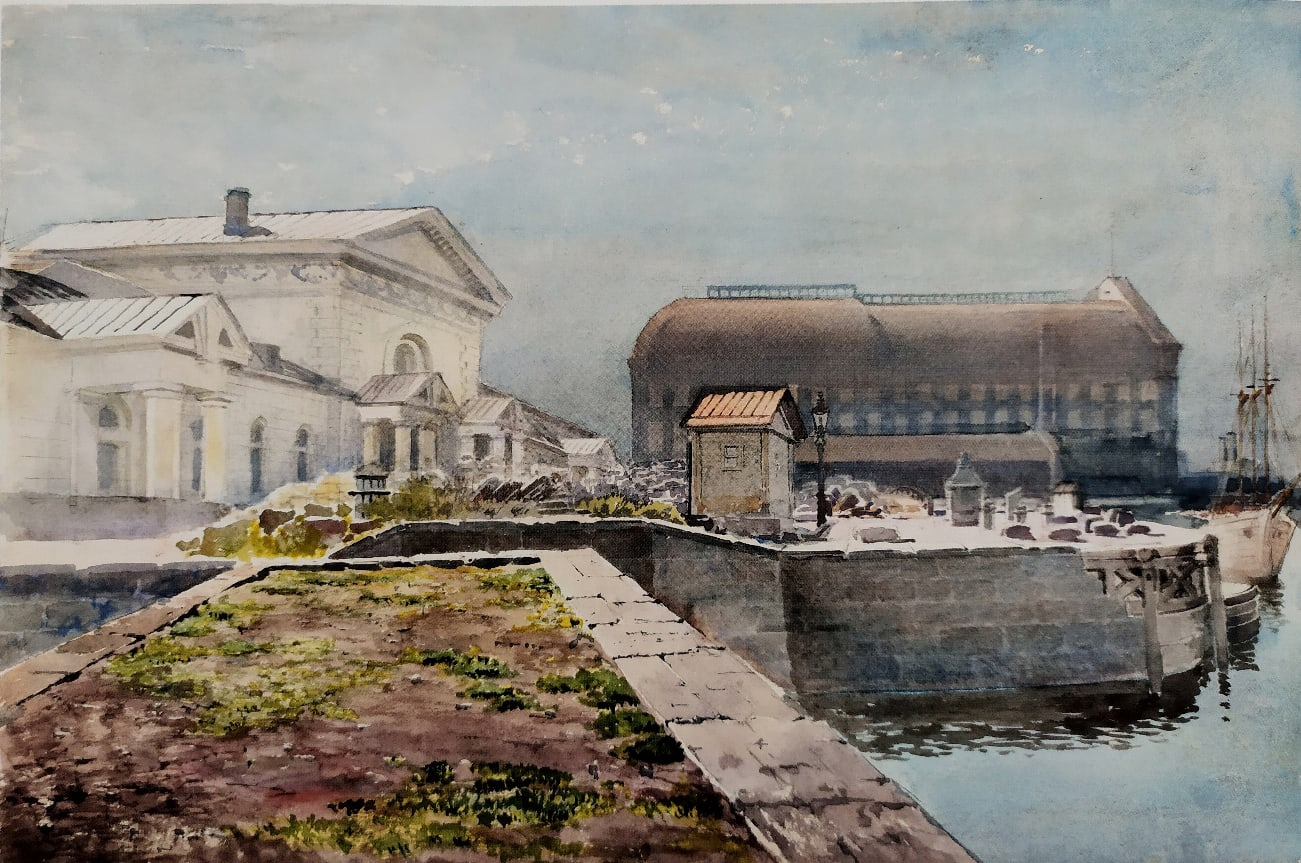
Вид острова Сальный буян и устья Сальнобуянского канала, до 1907.
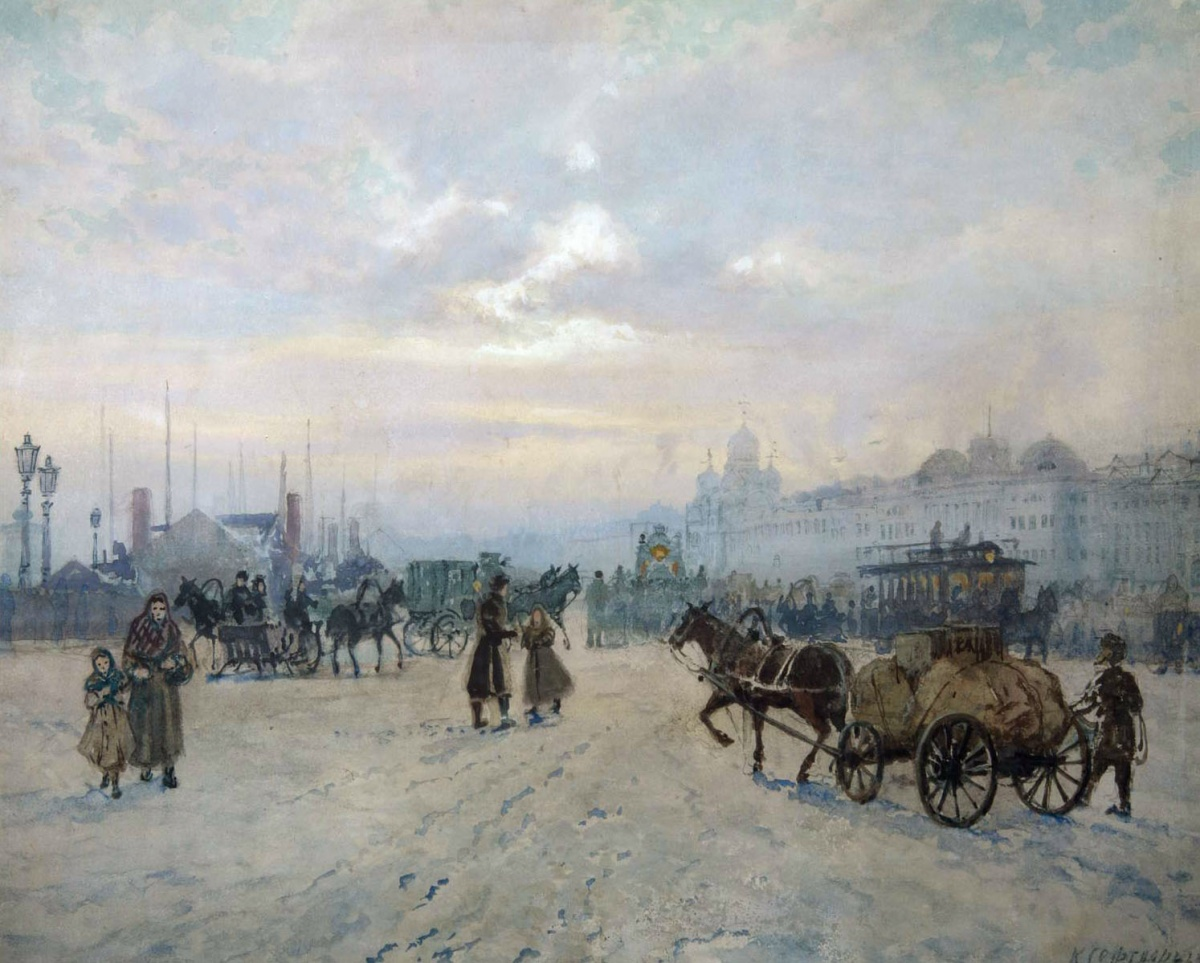
Старый Петербург
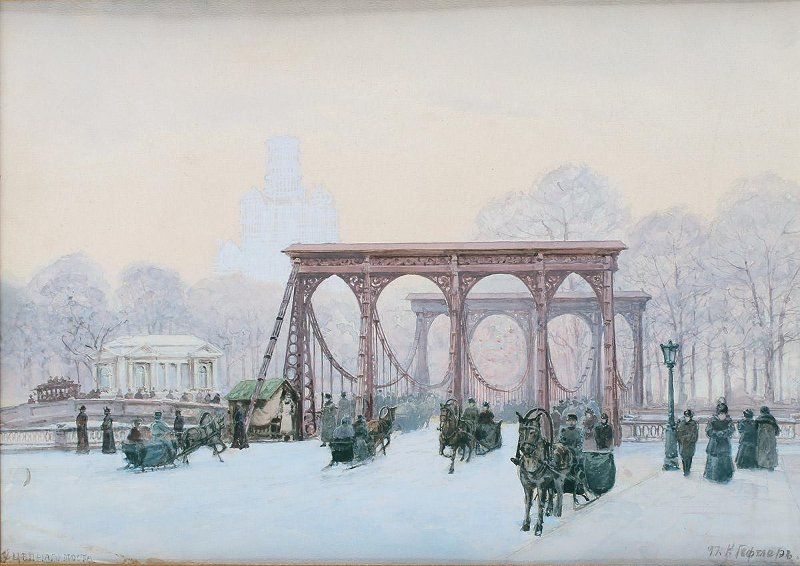
Пантелеймоновский цепной мост (в 1906 году был заменён арочным)
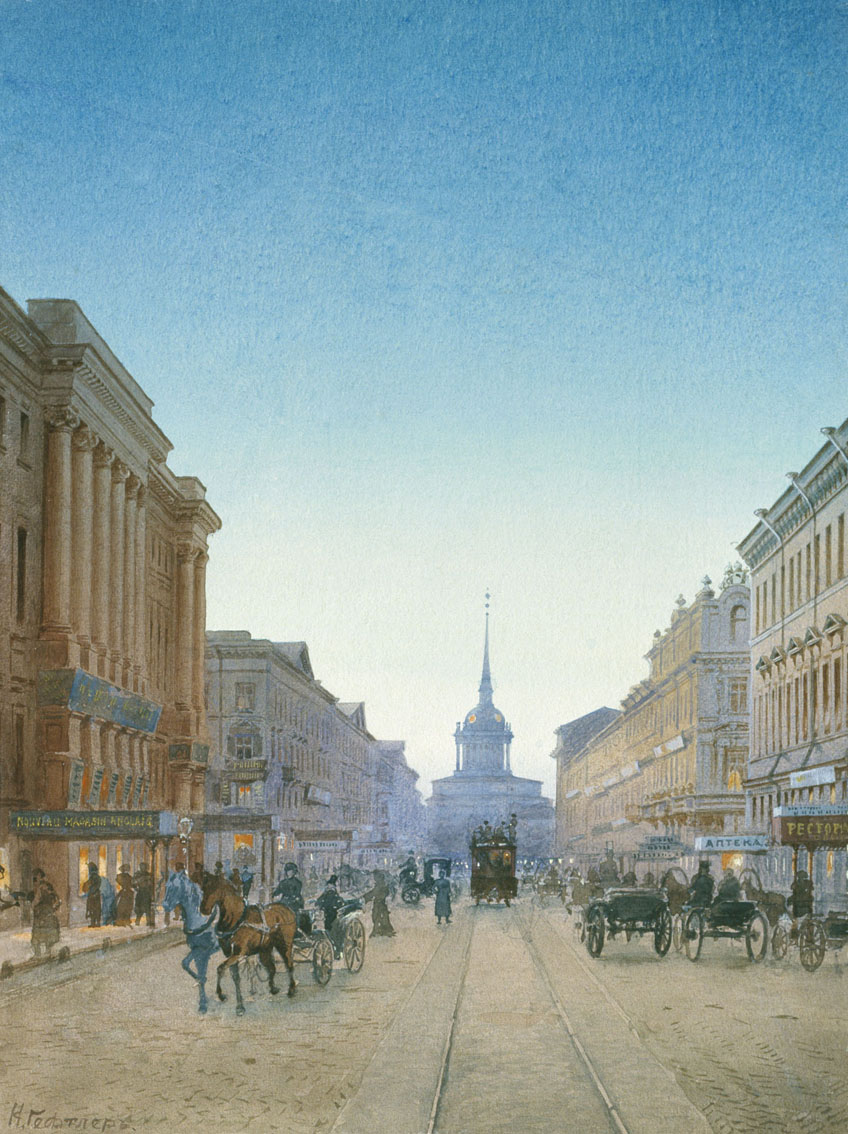
Вид Невского проспекта и Адмиралтейства.
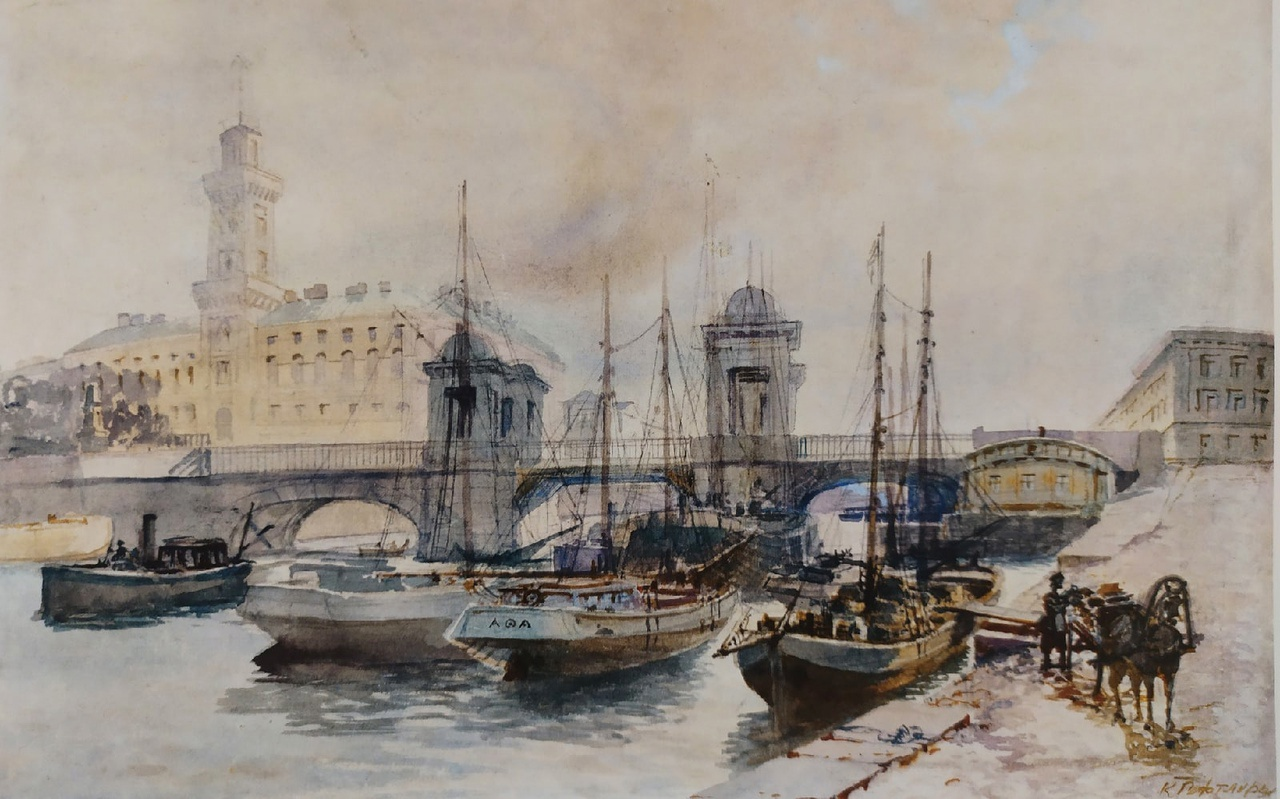
Большой Калинкин мост через Фонтанку, 1892
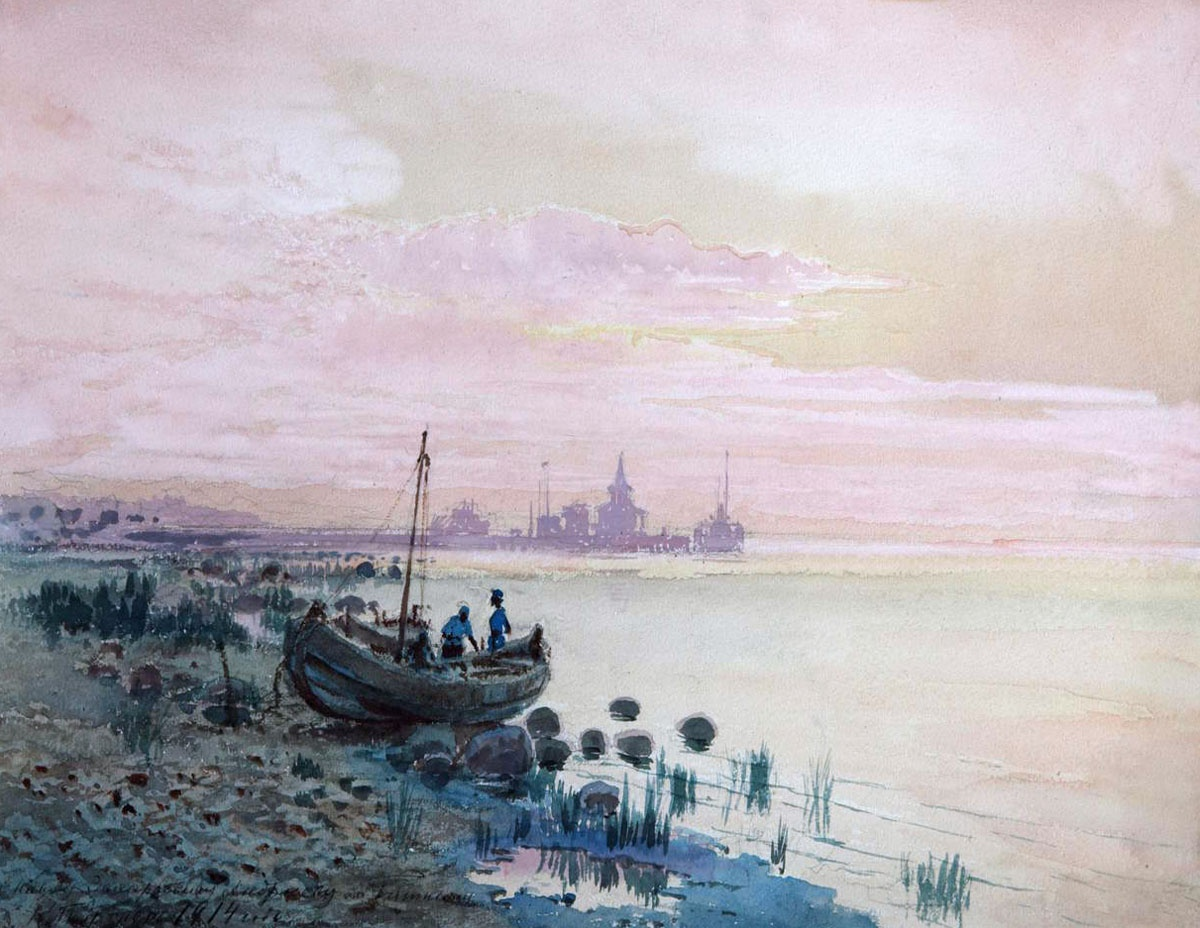
В окрестностях Стрельны
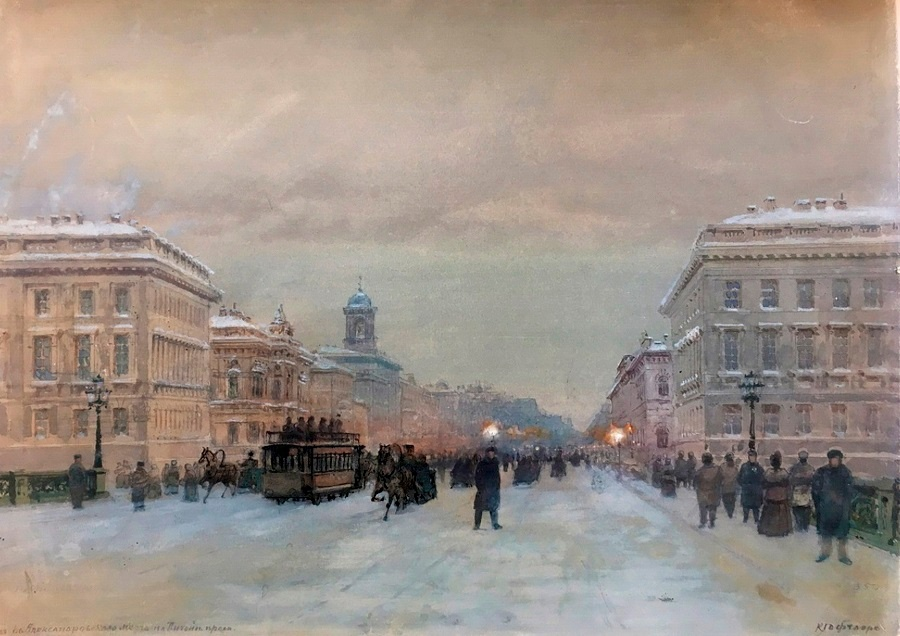
Вид с Литейного моста на Литейный проспект.
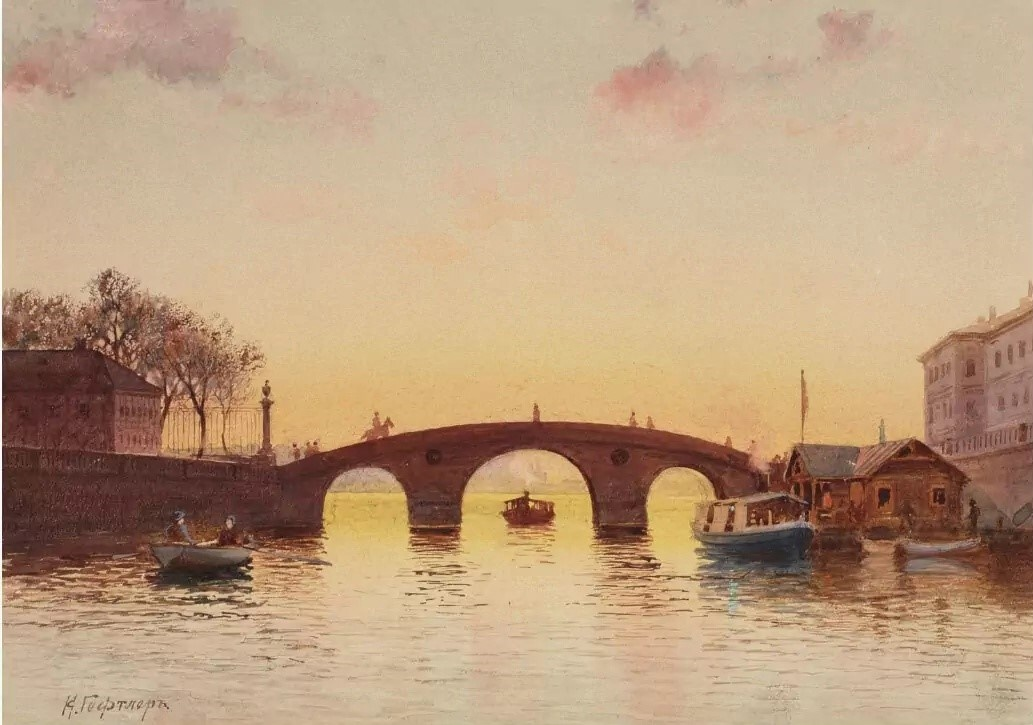
Вид на Прачечный мост с Летним садом и Летним дворцом за ним.
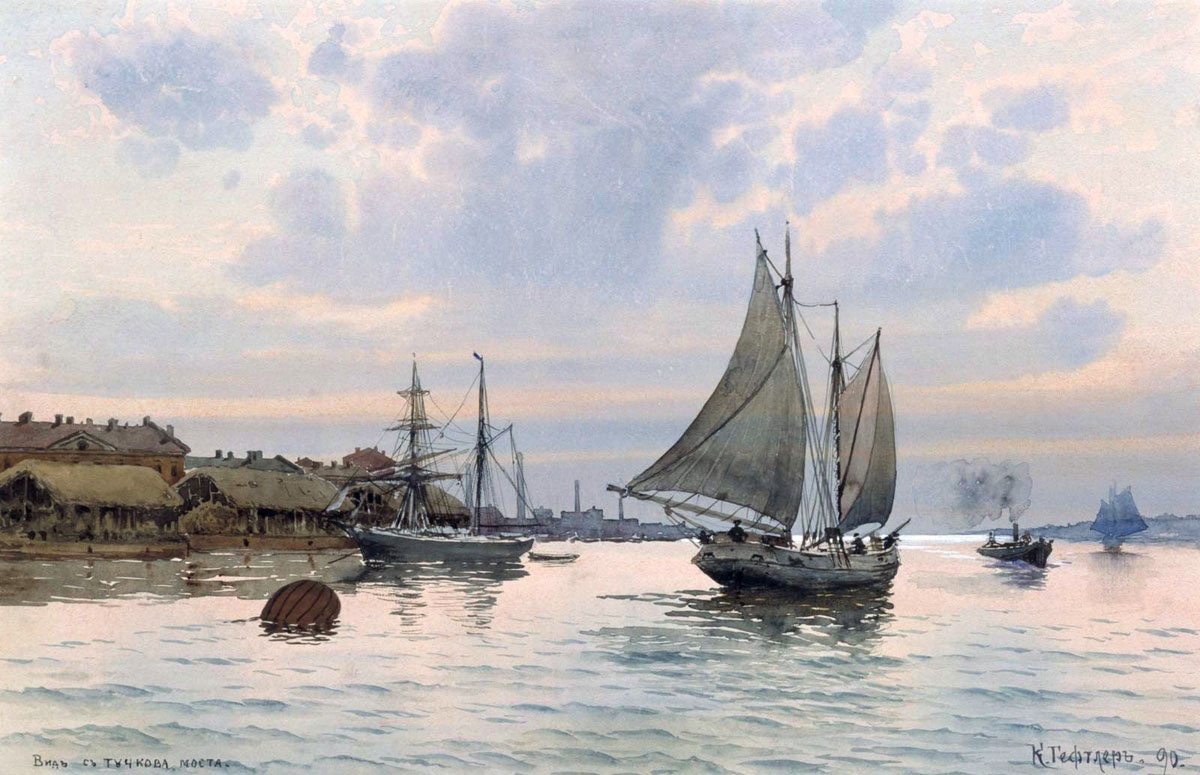
Вид с Тучкова моста
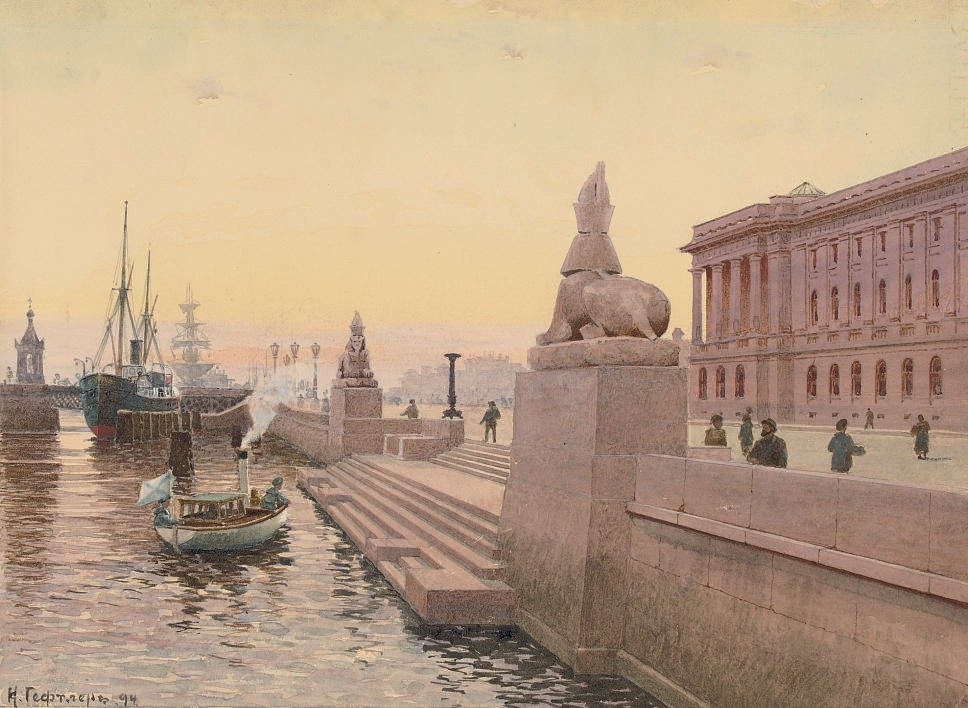
Сфинксы на Университетской набережной
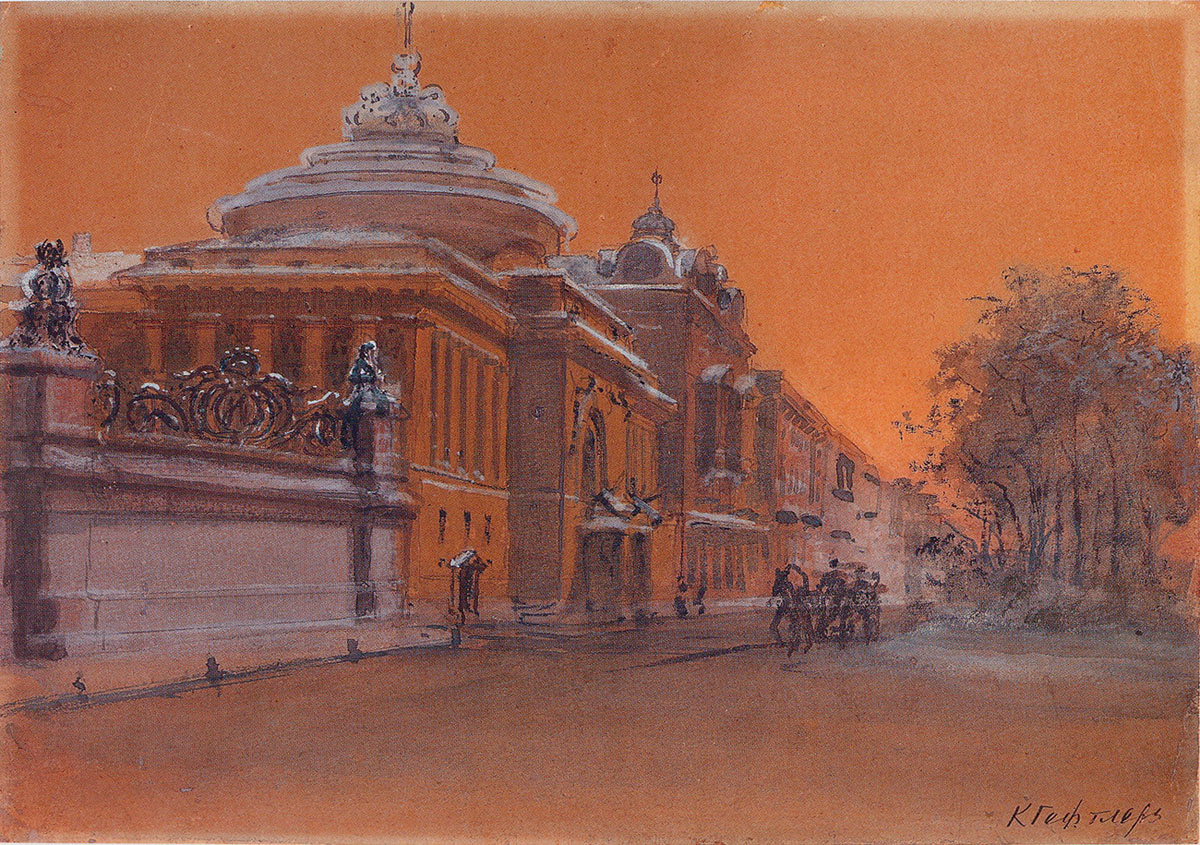
Панаевский театр (сгорел в 1917 году)

### Другие локации

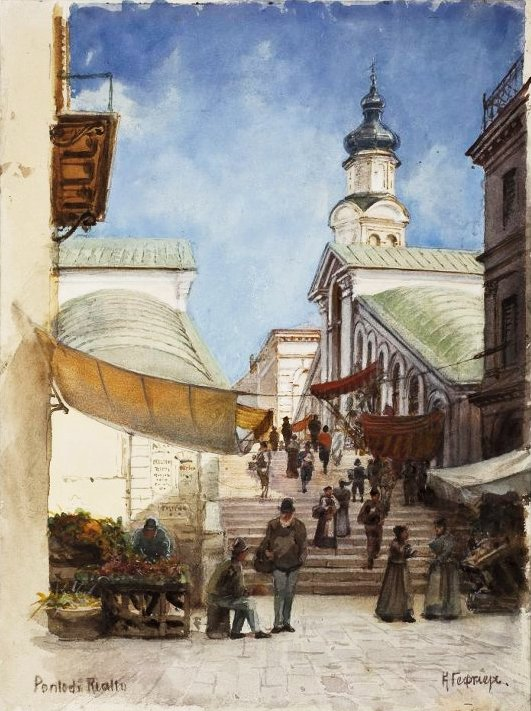
Венеция. Мост Риальто, 1890-е.
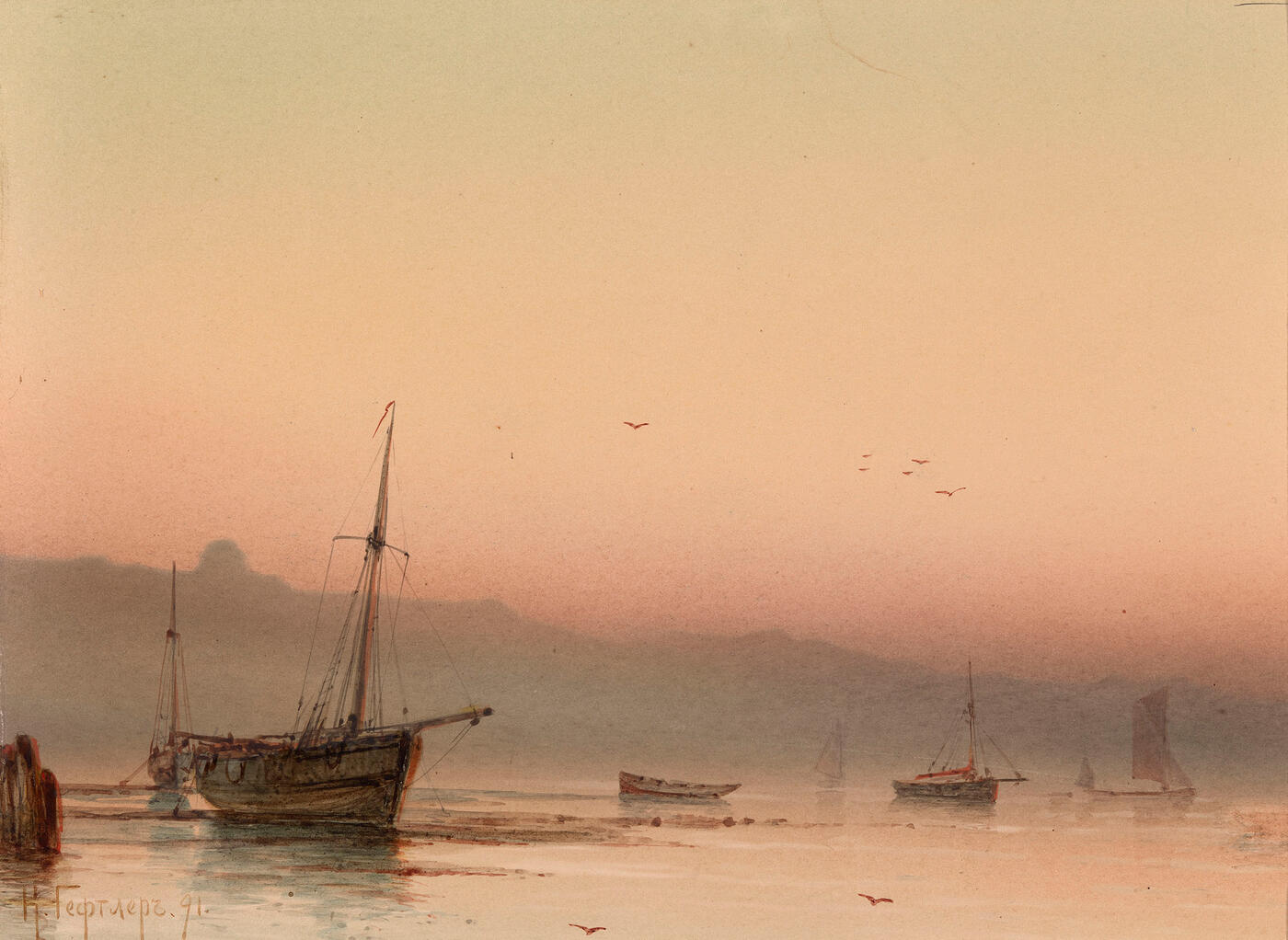
Парусные лодки в бухте, 1891
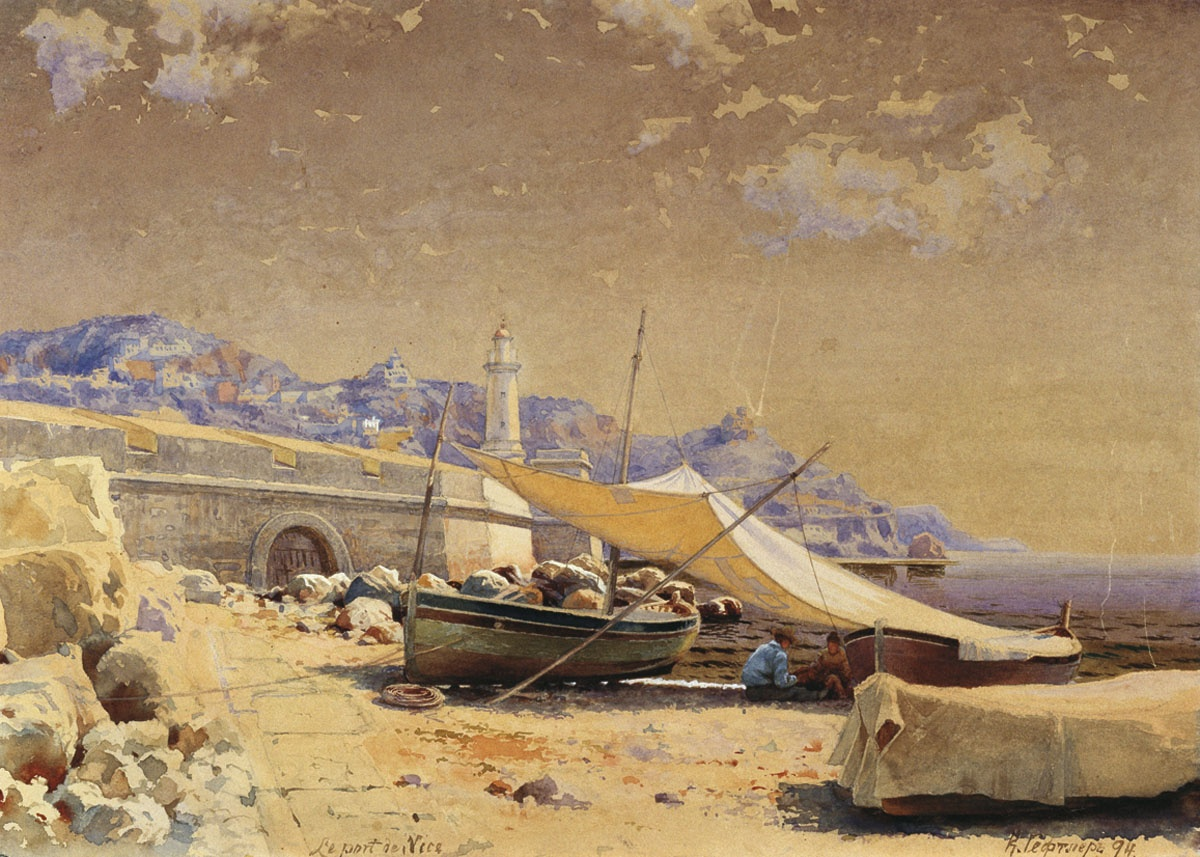
Порт в Ницце.
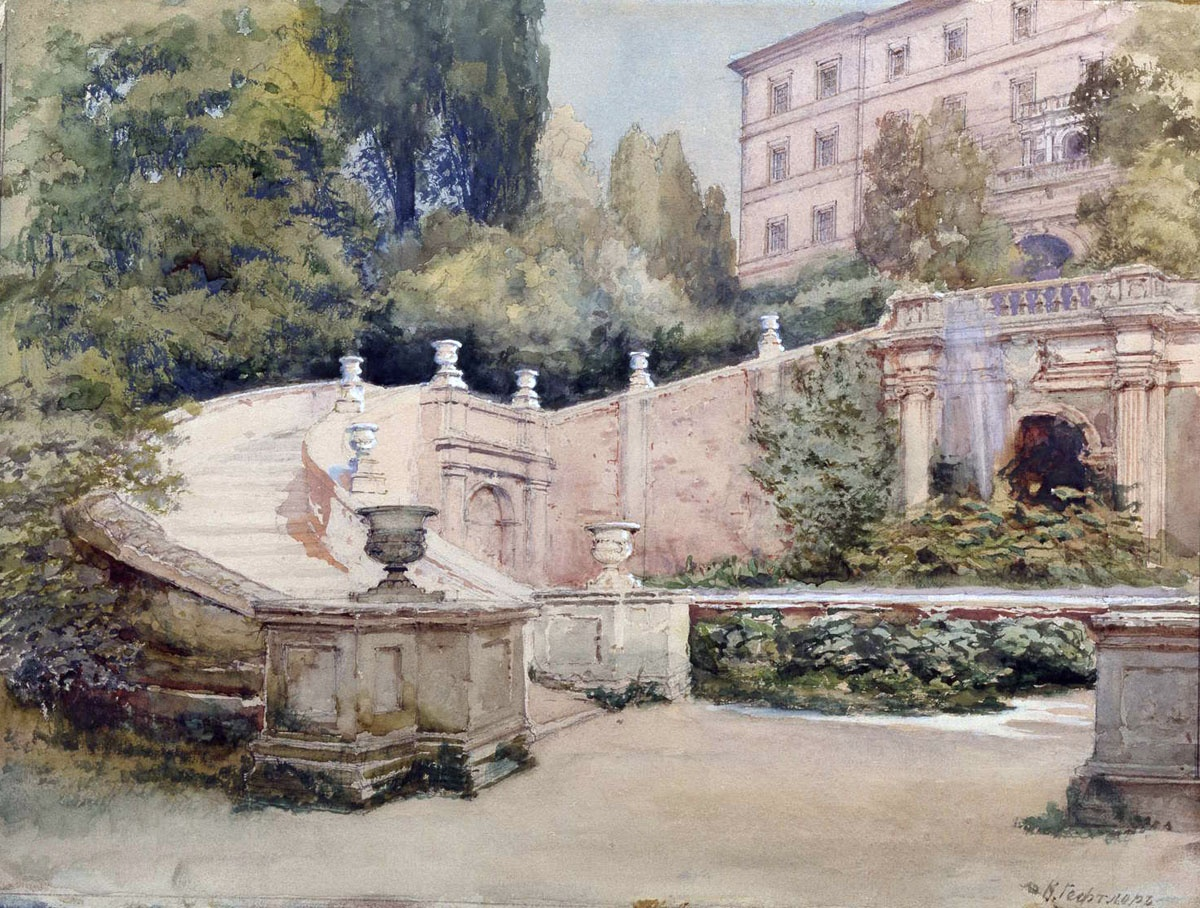
Итальянский пейзаж.